# Хмелево (Псковская область)
Хмелево — деревня в Куньинском районе Псковской области России. Входит в состав Жижицкой волости.

## География
Расположена на юго-востоке региона, на побережье озера Кадосно (Кодосно), примерно в 1 км к северу от волостного центра, деревни Жижица.

## Население
| 2001 | 2002 | 2010 |
| ---- | ---- | ---- |
| 51   | ↘31  | ↗32  |

Численность населения деревни по оценке на начало 2001 года составляла 51 житель.

## Инфраструктура
Основные социальные объекты находятся в центре волости — д. Жижица.

## Транспорт
Ближайшая железнодорожная станция — Жижица на линии Москва — Волоколамск — Ржев — Великие Луки — Рига.